# Delut
Delut ist eine französische Gemeinde mit 126 Einwohnern (Stand: 1. Januar 2022) im Département Meuse in der Region Grand Est (bis 2015 Lothringen). Sie gehört zum Arrondissement Verdun und zum Kanton Montmédy. 

## Geografie
Delut liegt etwa 35 Kilometer nordnordöstlich von Verdun. Umgeben wird Delut von den Nachbargemeinden Marville im Norden und Nordosten, Rupt-sur-Othain im Osten, Grand-Failly im Osten und Südosten, Dombras im Süden, Vittarville im Süden und Südwesten sowie Jametz und Remoiville im Nordwesten.

## Bevölkerungsentwicklung
| Jahr                       | 1962 | 1968 | 1975 | 1982 | 1990 | 1999 | 2006 | 2011 | 2019 |
| Einwohner                  | 176  | 166  | 148  | 119  | 101  | 92   | 101  | 113  | 122  |
| Quellen: Cassini und INSEE |      |      |      |      |      |      |      |      |      |

## Sehenswürdigkeiten
- Kirche Saint-Martin, 1777 erbaut
- Kapelle Notre-Dame-de-Bon-Secours, 1823 erbaut
- Schloss Delut

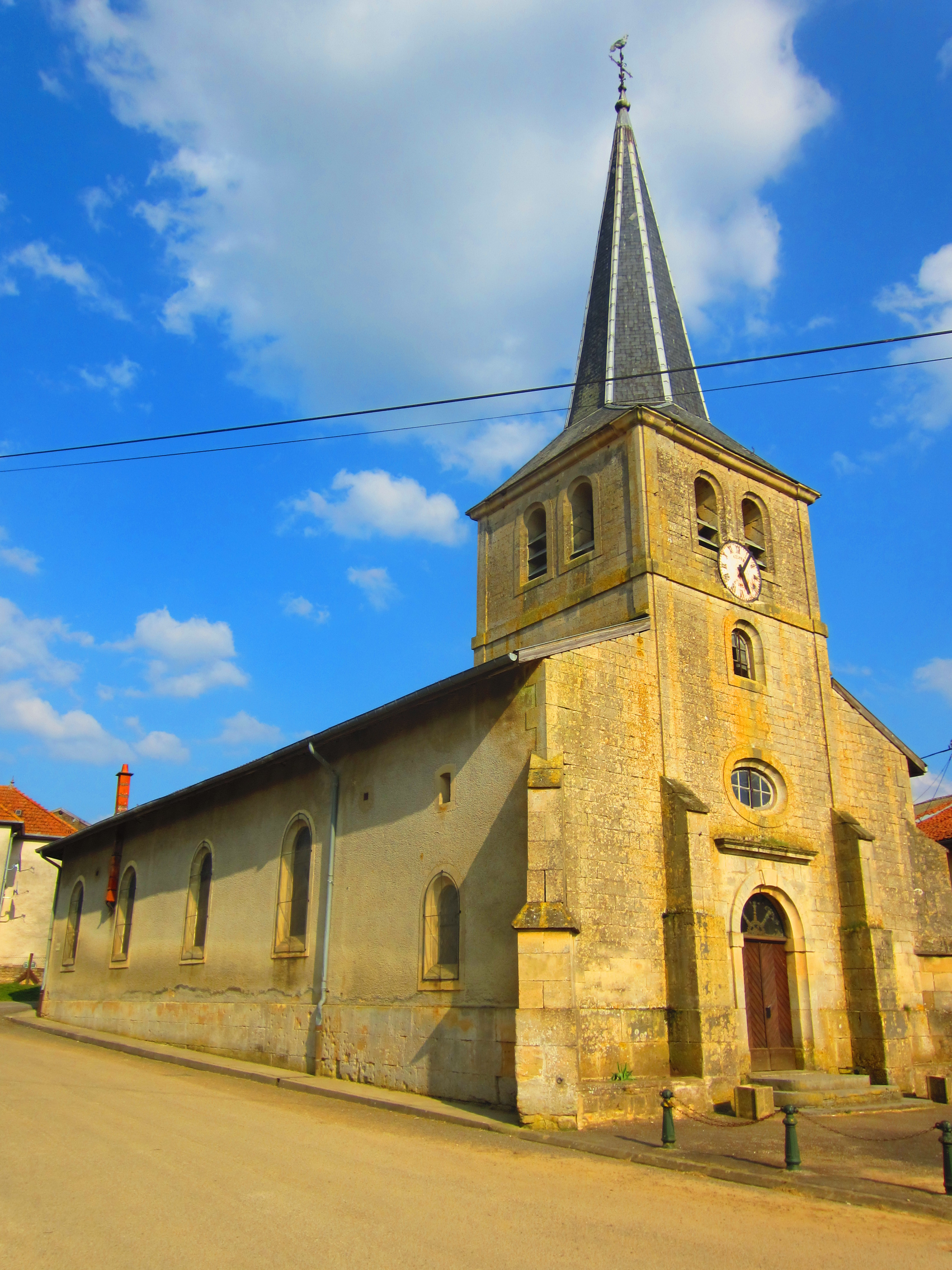
Kirche Saint-Martin
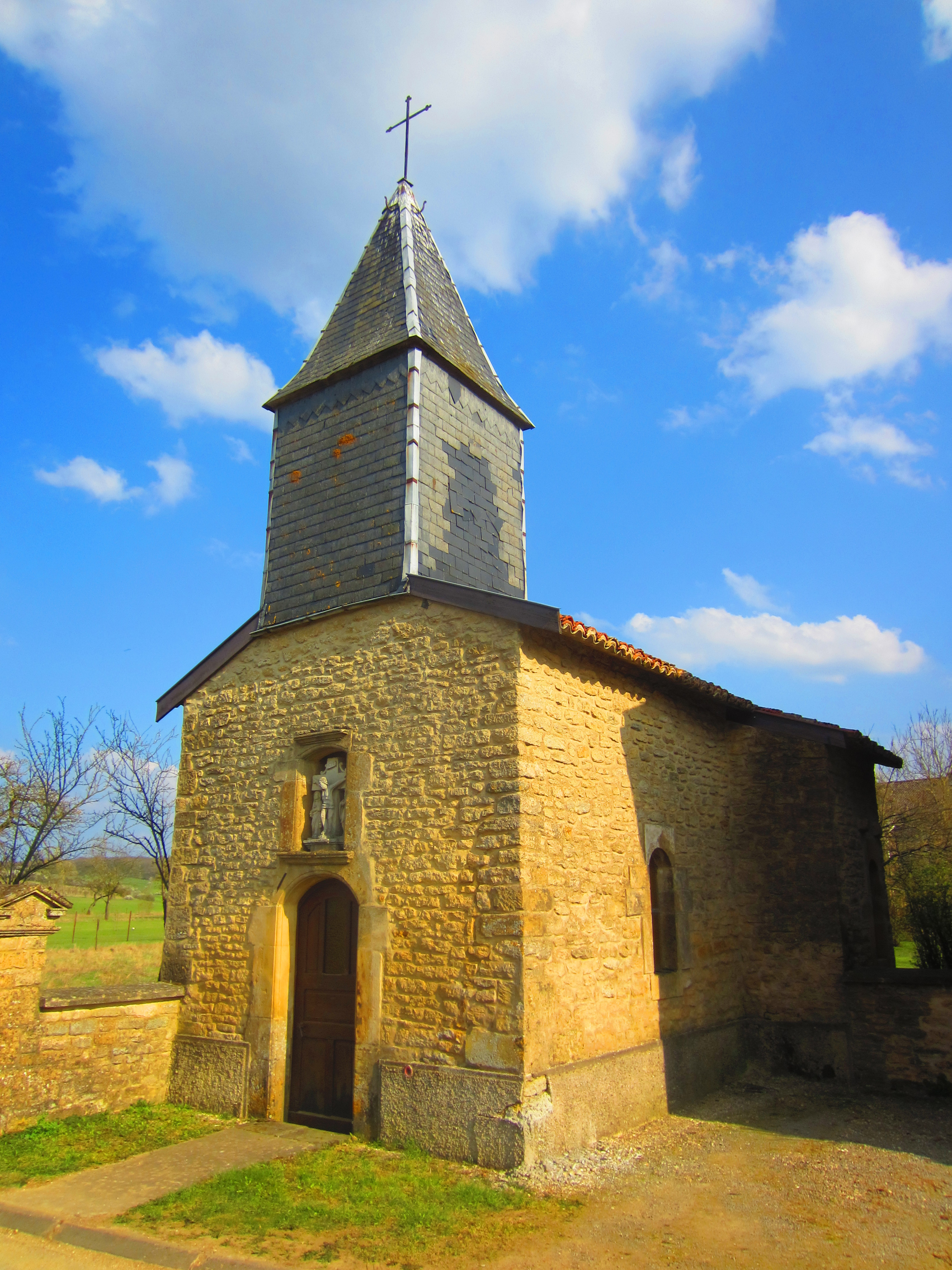
Kapelle Notre-Dame-de-bon-Secours